# 야기촌 (히로시마현)
야기촌(八木村)은 히로시마현 아사군에 있던 촌이다. 현재의 히로시마시 아사미나미구 야기에 해당한다.